# Cratere Aston
Aston è un cratere lunare di 44,48 km situato nella parte nord-occidentale della faccia visibile della Luna.
Il crateere è dedicato al fisico britannico Francis William Aston.

## Crateri correlati
Alcuni crateri minori situati in prossimità di Aston sono convenzionalmente identificati, sulle mappe lunari, attraverso una lettera associata al nome.
| Aston | Coordinate            | Diametro (in km) |
| ----- | --------------------- | ---------------- |
| K     | 35°02′24″N 87°53′24″W | 14,46            |
| L     | 35°28′12″N 86°30′36″W | 10,08            |